# كامينوياما (ياماغاتا)
مدينة كامينوياما (بالإنجليزية: Kaminoyama)‏ هي أحد المدن التابعة لمحافظة ياماغاتا. تأسست رسميًا في 01/10/1954. ويقدر عدد سكانها بـ 35086 نسمة حسب تقدير مكتب الإحصاء الياباني لعام 2012. تبلغ مساحة كامينوياما 240.95 كم2. بكثافة سكانية تبلغ 146 نسمة/كم2.

## توأمة
لكامينوياما (ياماغاتا) اتفاقيات توأمة مع:
- دوناوشينغن [4]

## أعلام
- ماسارو أكيبا
- تاكيشي كويكي